# Liste der türkischen Botschafter in Montenegro
2006 wurde in einer Volksabstimmung die Unabhängigkeit Montenegros vom Staatenbund Serbien und Montenegro beschlossen, seit 2008 gibt es eine Botschaft in Podgorica.
| Ernennung Akkreditierung | Botschafter           | Bemerkung | Liste der Ministerpräsidenten der Türkei | Liste der Ministerpräsidenten von Montenegro | Posten verlassen |
| ------------------------ | --------------------- | --- | ---------------------------------------- | -------------------------------------------- | ---------------- |
| 15. Apr. 2008            | Mehmet Murat Oğuz     | | Recep Tayyip Erdoğan                     | Milo Đukanović                               | 5. Aug. 2009     |
| 14. Okt. 2009            | Birgen Keşoğlu        | (* 1948 in Istanbul) 1970: Studium der Politikwissenschaft an der Universität Ankara, 1971:Eintritt in den auswärtigen Dienst, 1995–1997: am Generalkonsulat n Bregenz, 2002–2005: am Generalkonsulat in Hannover, 2008–2009: am Konsulat in Karlsruhe beschäftigt 14. Oktober 2009–15. Juni 2012: Botschafter in Podgorica | Recep Tayyip Erdoğan                     | Milo Đukanović                               | 15. Juni 2012    |
| 15. Juni 2012            | Mehmet Niyazi Tanılır | (* 1960 in Bingöl) 1981: Studium der Politikwissenschaft: Verwaltungswissenschaft an der Universität Ankara, 1992–1993: Kaymakam Landrat von Şuhut, 2003–2004: Kaymakam Landrat von Çubuk, 2004–2007: Gouverneur von Van, 2007–2010: Wali von Kahramanmaraş                                                                 | Recep Tayyip Erdoğan                     | Igor Lukšić                                  |                  |